# Сига (вулкан)
Сига (яп. 志賀山 Сига-яма) — активный щитовидный вулкан в Японии на острове Хонсю. Сильная фумарольная активность. Имеется несколько кратеров, некоторые из них заполнены озёрами. Последнее извержение было в 8000 году до нашей эры[уточнить]. К югу расположен вулкан Кусацу-Сиранэ.